# Russell (ancienne circonscription fédérale)
Pour les articles homonymes, voir Russell.

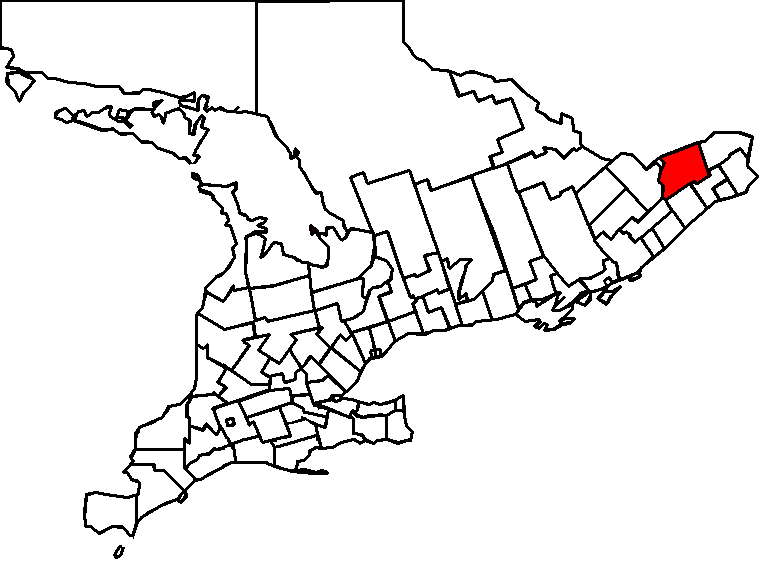
Localisation de la circonscription de Russell en Ontario en 1867.

Russell fut une circonscription électorale fédérale de l'Ontario, représentée de 1867 à 1968.
C'est l'Acte de l'Amérique du Nord britannique de 1867 qui créa le district électoral de Russell. Abolie en 1966, la circonscription fut redistribuée parmi Glengarry—Prescott, Ottawa-Est et Ottawa—Carleton.

## Géographie
En 1867, la circonscription de Russell comprenait:
- Le comté de Russell
- Les cantons de Gloucester et d'Osgoode dans le comté de Carleton

En 1933, elle comprenait:
- Le comté de Russell
- Une partie du comté de Carleton
  - Le canton de Gloucester, excluant la ville d'Eastview et le village de Rockcliffe Park

## Députés
1. 1867-1874 — James Alexander Grant, CON
2. 1874-1878 — Robert Blackburn, PLC
3. 1878-1882 — John O'Connor, CON
4. 1882-1887 — Moss Kent Dickinson, CON
5. 1887-1903 — William Cameron Edwards, PLC
6. 1903-1904 — David Wardrope Wallace, PLC
7. 1904-1908 — Norman Frank Wilson, PLC
8. 1908-1925 — Charles Murphy, PLC
9. 1925-1945 — Alfred Goulet, PLC
10. 1945-1959 — Joseph-Omer Gour, PLC
11. 1959-1968 — Paul Tardif, PLC

- CON = Parti conservateur du Canada (ancien)
- PC = Parti progressiste-conservateur
- PLC = Parti libéral du Canada